# 成美公堂
成美公堂，或名「魏成美堂」、「永靖魏成美公堂」，是位於彰化縣永靖鄉的古厝，為永靖魏氏與頂新國際集團創辦人魏和德家族的祖居，始建於清光緒11年（1885年），日治大正6年（1917年）修建為二進雙護龍格局。1999年9月21日，因集集大地震加上年久失修等因素致使結構毀壞而不堪使用。2004年，被古蹟學家李乾朗喻為「臺灣二十大民宅」建築，同時由「頂新和德文教基金會」創辦人魏應充與時任執行長陳慶浩向文化資產保存研究專家林會承請益，2006年完成調查測繪及修復建議；於2008年由彰化縣政府公告登錄為彰化縣歷史建築展開修復設計與工程監造，以建築師姚仁祿為作業總監。2012年12月竣工，結合周邊園區開發為成美文化園對外開放參觀。2021年，成美公堂獲得文化部歷史建築評鑑優良獎。

## 沿革

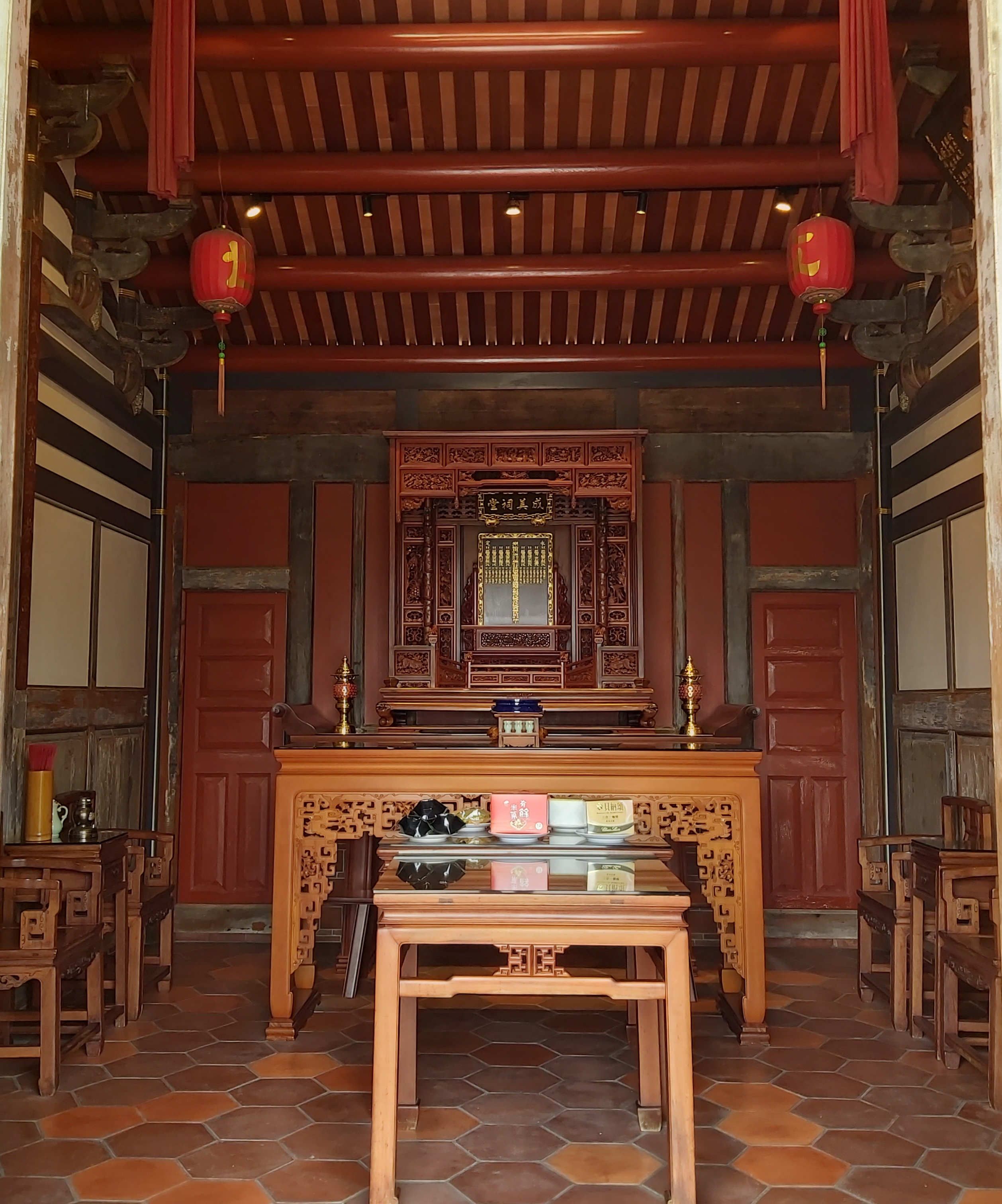
成美公堂祖廳

### 源起

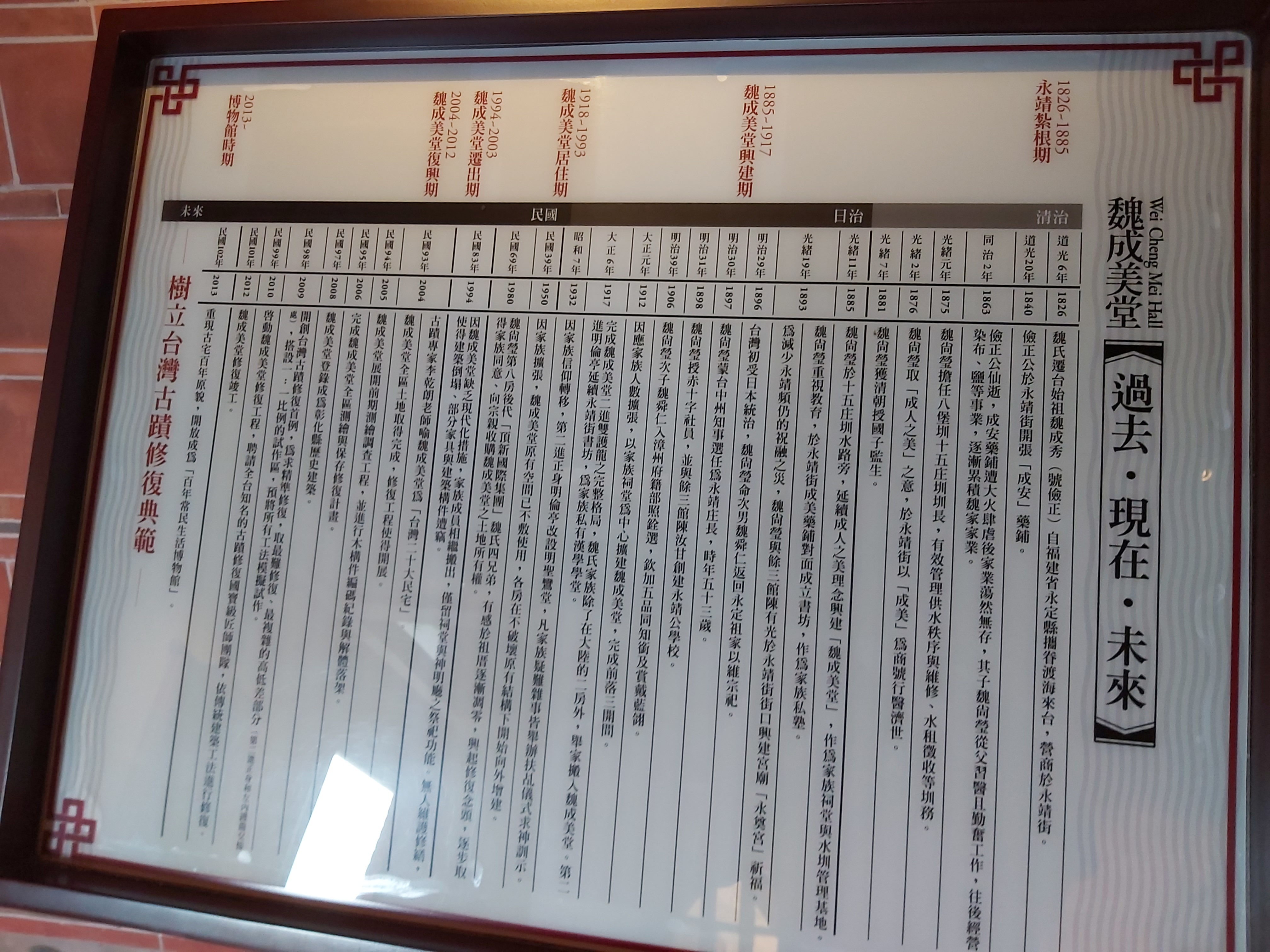
沿革

清道光6年（1826年），永靖魏家開臺祖魏成秀（別號：儉正，1789年—1863年）自福建省汀州府永定縣渡海遷臺，於彰化縣武西堡永靖街開墾營商。道光20年（1840年），魏儉正於永靖街開設「成安藥舖」經營中藥行。同治2年（1863年），魏儉正辭世，藥鋪亦因曾遭祝融之災而家業不存，其第四子魏瓊昭（別號：尚瑩，1845年—1901年）因從父習醫多年亦精通醫術，於光緒元年（1875年）擔任八堡圳十五庄圳圳長管理供水秩序與維修及水租徵收等圳務，同時行商經營染布與鹽業，逐漸發家致富，隔年於永靖街取「成人之美」含意以「成美」為商號行醫濟世，時年（1876年）魏尚瑩在永靖街北畔興建瓦店，隔年增建南、北兩棟與後廳護龍相連。光緒7年（1881年）獲清政府授予國子監生。光緒11年（1885年）於十五庄圳水路旁興建「魏成美堂」作為家族祠堂兼水圳管理基地。光緒13年（西元1887年）另在永靖街南方湳港西村建造房舍，光緒19年（1893年）於「成美藥鋪」對面成立書坊作為家族私塾，並與永靖餘三館家主陳有光合力興建「永奠宮」延平郡王祠以祈鎮火。

### 改建
明治30年（1897年），「魏成美堂」改建為坐北朝南建築，為今成美公堂正身，同年魏尚瑩獲臺中州知事選任為永靖庄庄長及八堡二圳圳長，隔年被授予赤十字社社員並與永靖餘三館家主陳汝甘共同倡建永靖公學校。明治34年（1901年），魏尚瑩去世後遺有魏興仁（蘊堂）、魏舜仁（紹堂）、魏讓仁（謙堂）、魏端仁（拱堂）、魏精仁（一堂）、魏肫仁（灼堂）、魏當仁（師堂）和魏居仁（由堂）等八子，大正元年（1912年）即由第五子魏精仁因應家族人口擴張籌畫發包擴建祖厝，完成第一進前落三開間。大正6年（1917年）第二進「明倫亭」雙護龍建築於第八子魏居仁接手拓建落成並進行彩繪工程，其功能延續永靖街書坊作為家族私有之漢學學堂之用，建屋所需之石頭以輕便鐵車由員林柴頭井運送，第一進正身所用之木料為阿里山檜木，第二進正身及護龍用的木料為由鹿港進口之大陸福杉，據稱營建本宅之匠師可能為本地五福村陳厝的匠師。魏厝公廳由鹿港文人莊煥文書「成美公堂」匾，定名「成美公堂」。昭和7年（1932年）五房後裔、魏精仁長子魏達德（別號：通軒，1903年—1936年）在返回先祖永定故里時被親戚帶往鸞堂觀看扶鸞，該鸞堂的扶鸞還出現藏頭詩顯現「魏達德」三字，因而引起魏達德對扶鸞的興趣，回臺後即倡議將「明倫亭」變更為「明聖鸞堂」，凡有疑難雜事即會扶乩排解。

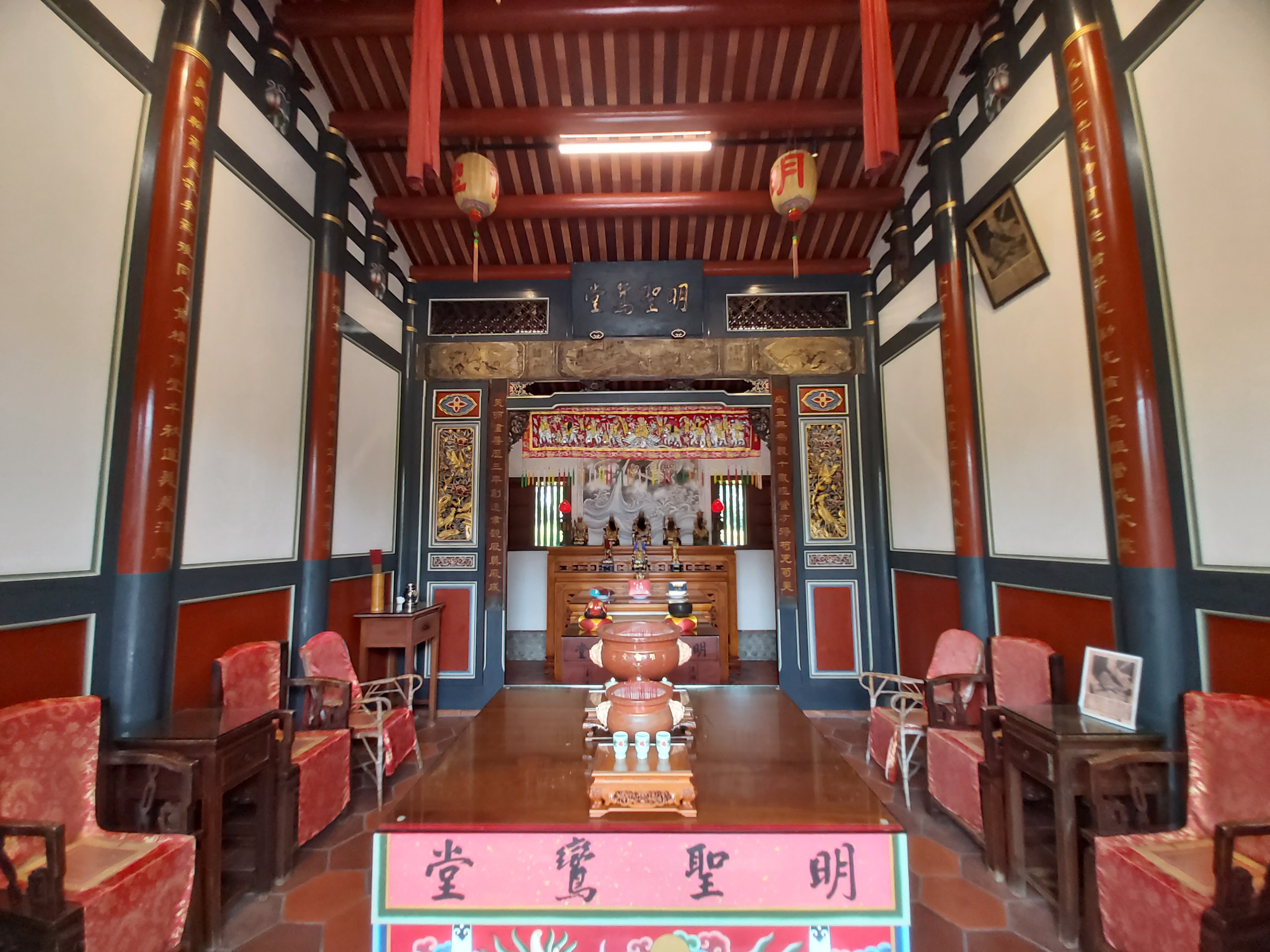
明聖鸞堂
鸞堂文化體驗室
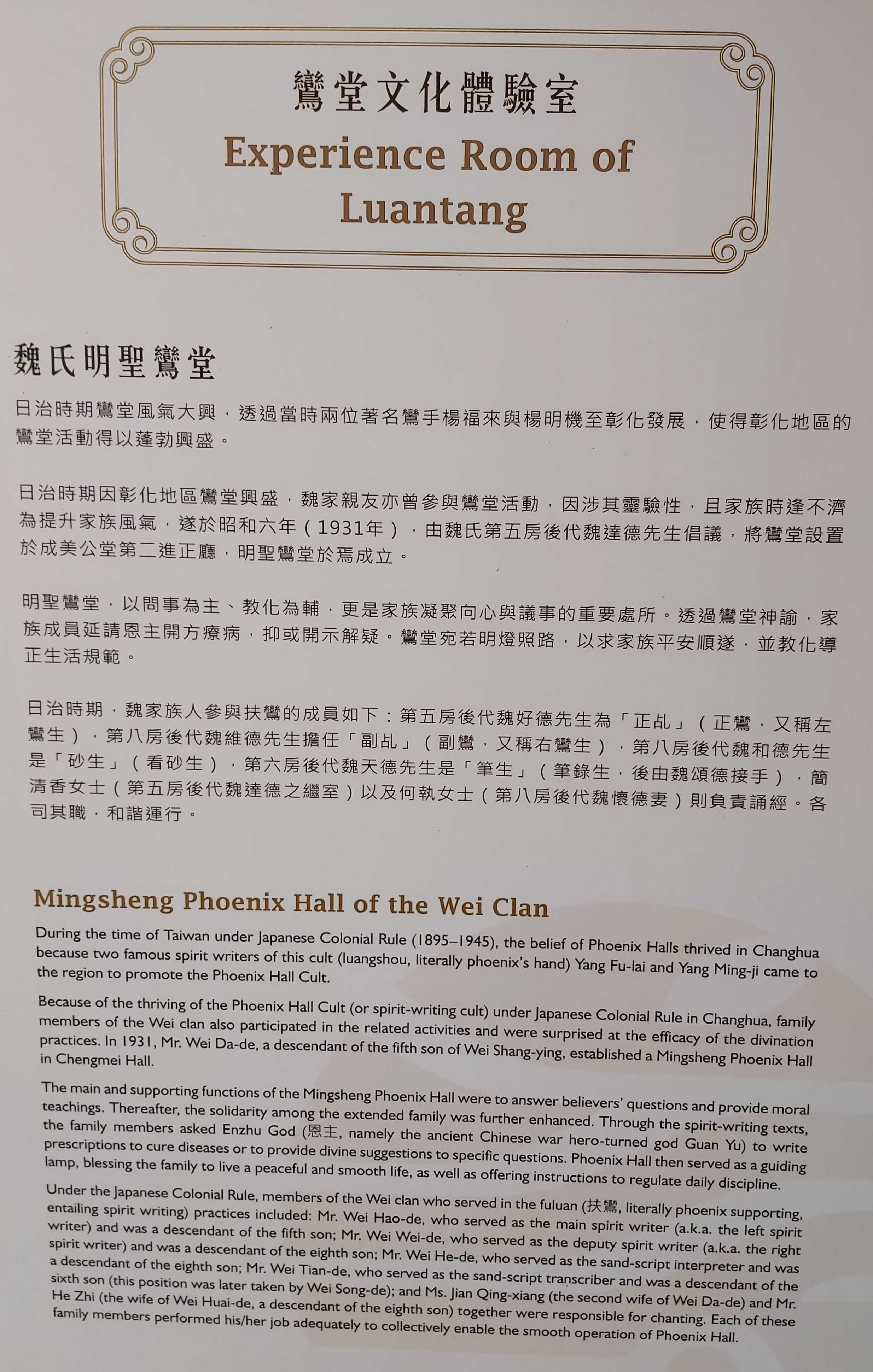
解說牌

### 修復

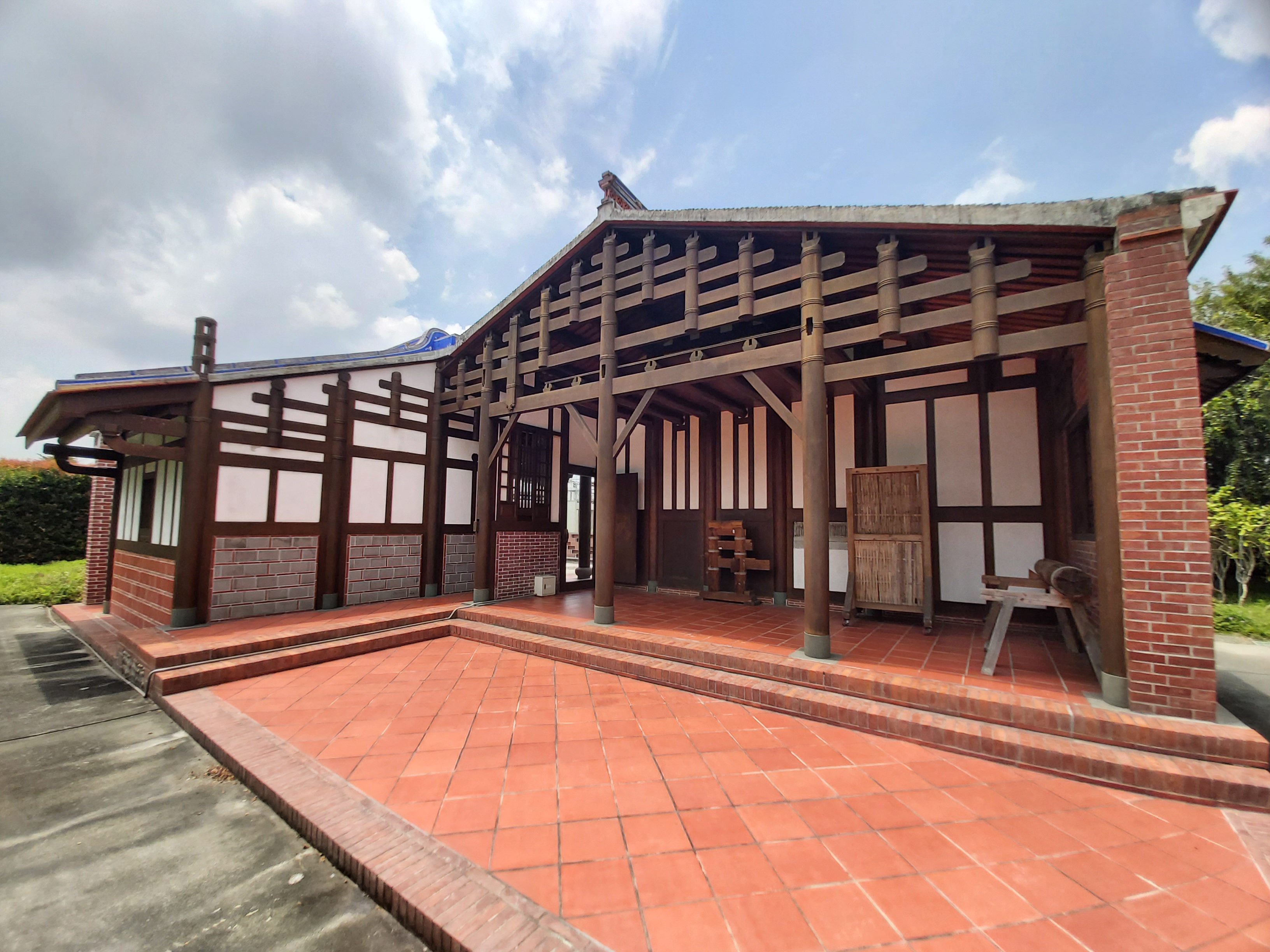
傳習齋：成美公堂修復期間搭建的1：1比例工程試作實驗區

1950年，成美公堂空間開始不敷使用，八房子孫在不破壞古厝原有結構下時有增建。1980年，魏居仁的後裔頂新魏應州四兄弟有感於成美公堂日漸凋零而開始興起修復的構想，逐步爭取永靖魏氏八大房的宗親同意並陸續收購成美公堂之土地所有權，1994年時魏氏宗族成員已因建物老舊而陸續遷離，至2004年成美公堂的地產已全部被魏家四兄弟買下。2006年，成美公堂的全區測繪暨修復保存計畫告完成，於2008年4月21日獲登錄為歷史建築。2010年，修復工程啟動，魏家邀請國寶級木作匠師陳天平、古蹟學者林會承等人主持修復，兩年後於2012年12月28日竣工舉行入火安座大典，魏氏宗親350人全員到齊參與，2013年以「百年常民生活博物館」的名義對外開放。

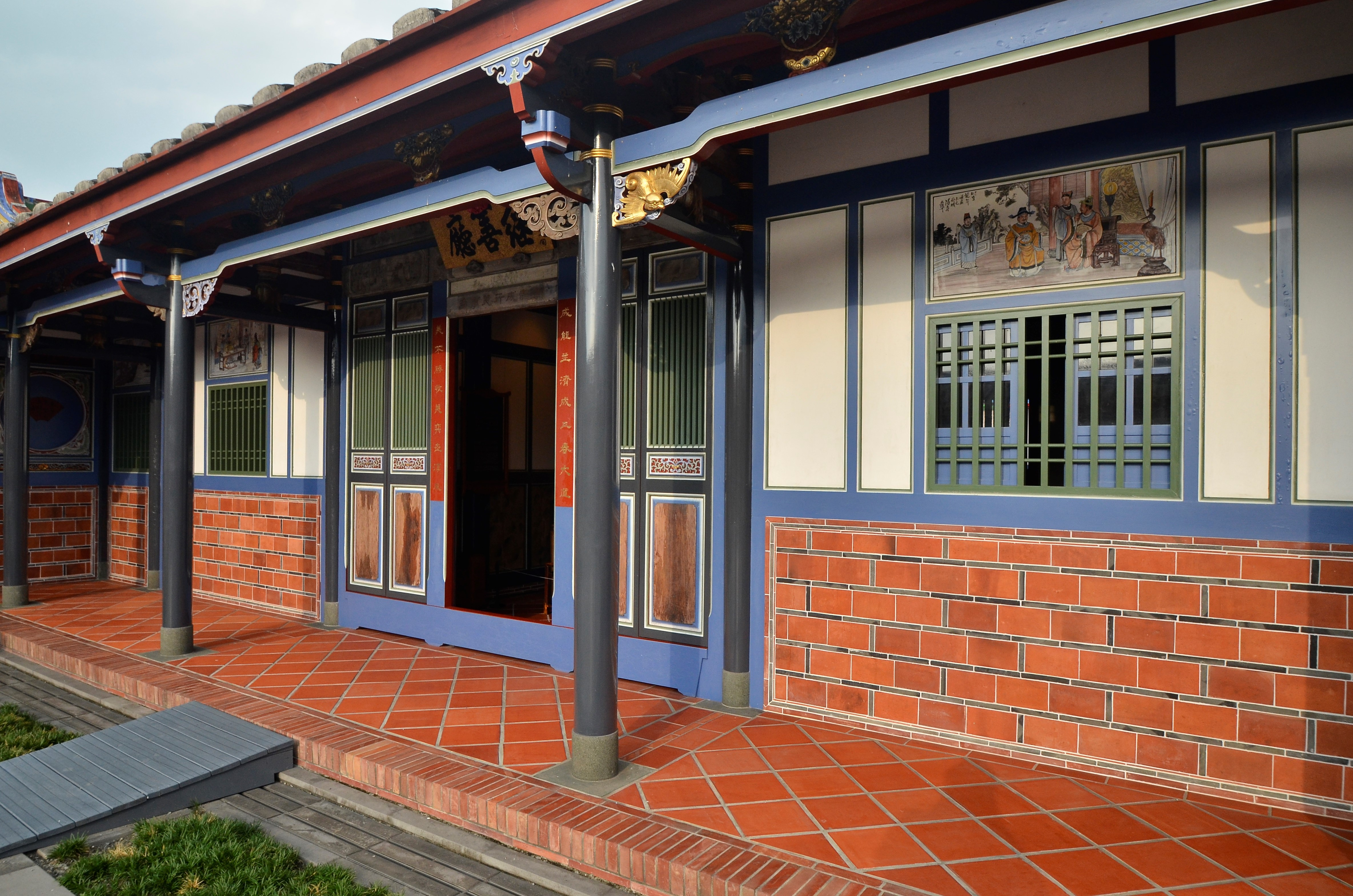
繼善廳
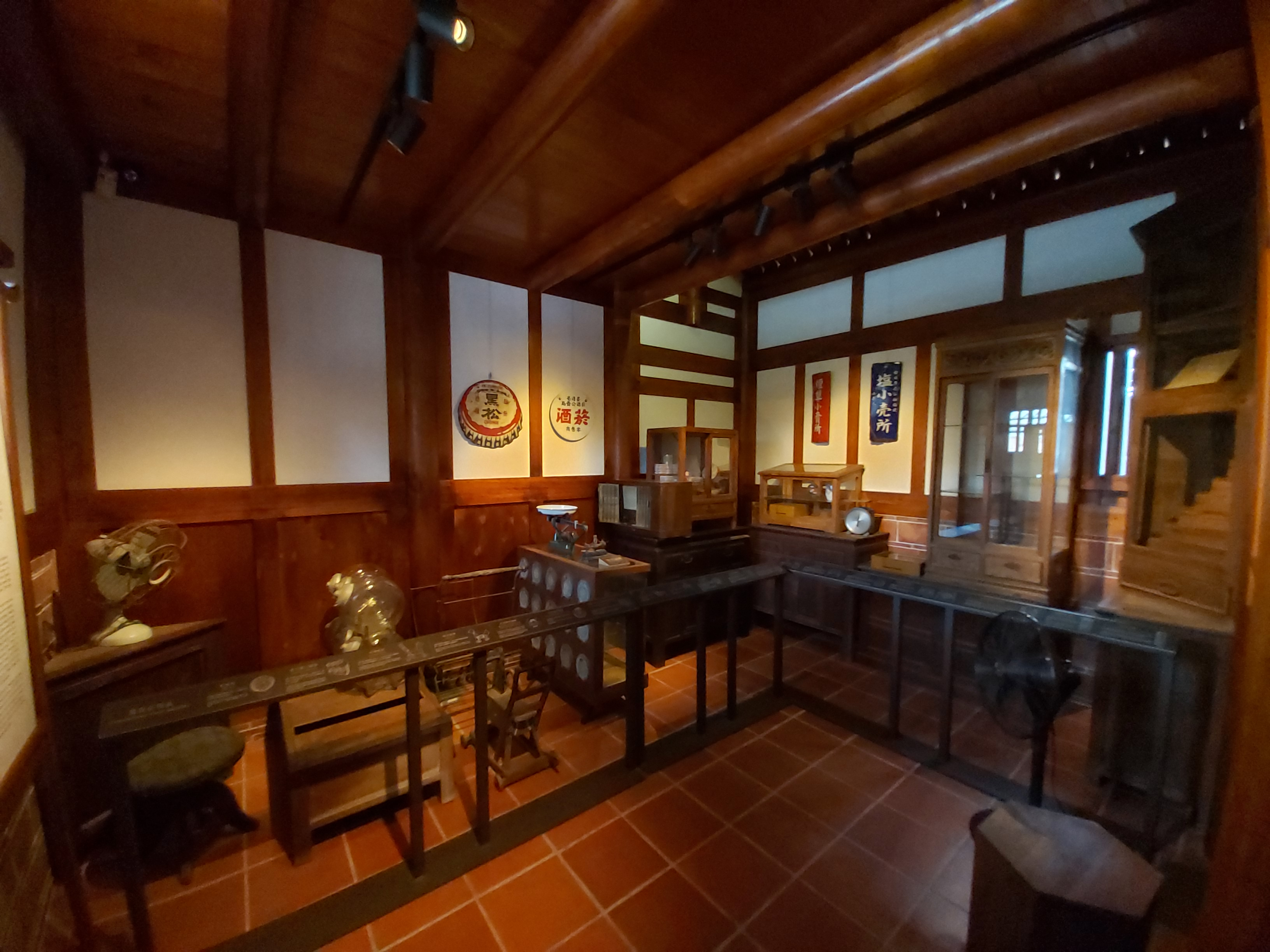
育承間
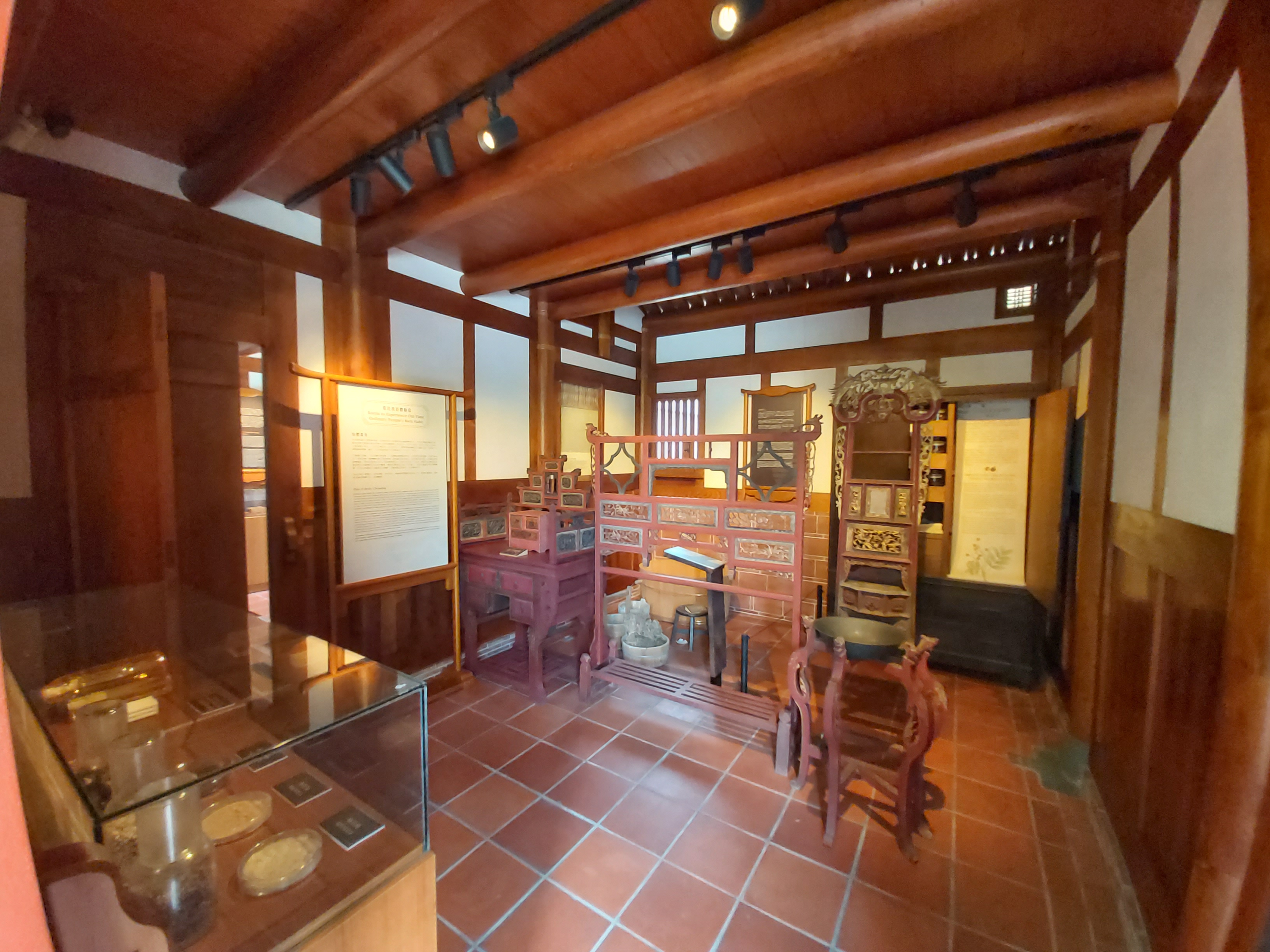
民俗展示間

## 概要

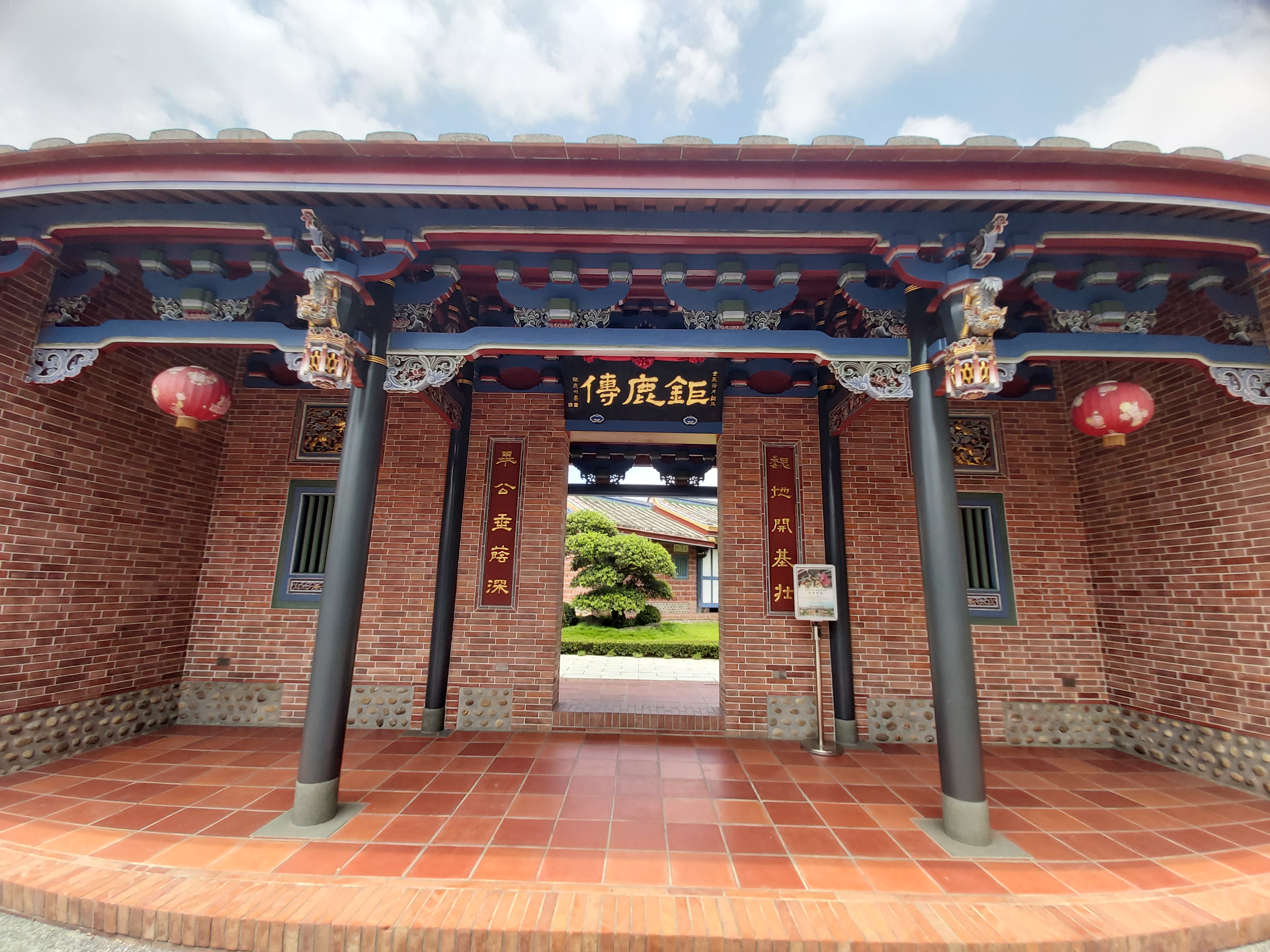
門廳「鉅鹿傳」匾額

「孔孟好字」合體字

成美公堂於大正6年（1917年）完成興建，為傳統閩、客融合式二進二院埕三合院，左、右護龍外各有外護龍，被民俗專家林衡道稱為「四馬拖車」格局，第一進正身大廳後側有一「孔孟好字」合體字（讀音：ㄎㄧㄤˇ），意味「學好孔孟」。對聯為吳德功作品，彩繪大木作及彩繪為柯煥章之作，為土确、斗子砌、磚造與木架構兼備的架棟式屋家，其中磚、木混合系統主要分布於入口附近內、外護龍第一間及第二進等空間，內、外護龍第一間分別由土埆牆、斗子砌牆與木構架組成，第二進空間由磚牆與木構架組成；左、右內護龍第二間至第九間及其他空間等處為純木構架系統。成美堂配置坐北朝南，除前後正身與左、右護龍外另各有外護龍，為二進正身、四條護龍之建築。護龍與護龍間設有院門，第一進合院正身左、右各以過水廊與左、右護龍相接，左側為「崇禮門」、右側為「尚義門」。第二進正身後方有一土地公廟。第一進正廳為祭祀永靖魏氏祖先之公廳、第二進明聖鸞堂為祀奉神明之神明廳，兩進室內左、右隔斷牆木構架皆為穿斗式法，斗、栱、升等構件仿抬樑疊斗式工法，左、右隔斷牆牆面臺度以下為木樘板，臺度以上為編竹夾泥牆。左、右護龍共為九間，內護龍立有七根前簷柱，形成一聯繫兩進院埕之柱廊空間，右護龍門扇上水平橫樑及走馬板皆繪有彩繪，水平橫樑居中處懸有「垂裕廳」之匾。內有一口「百年活水古井」。

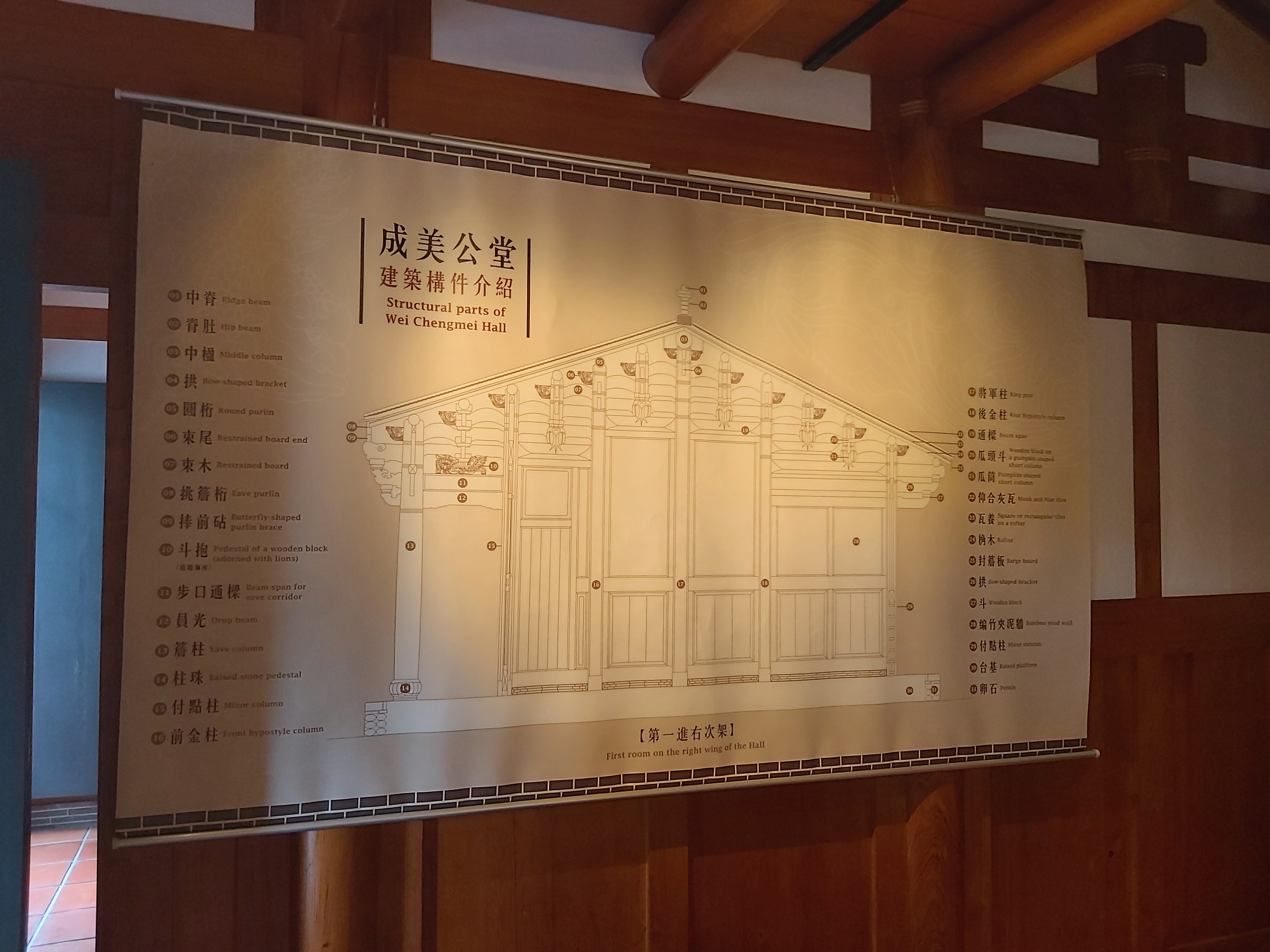
建築構件介紹
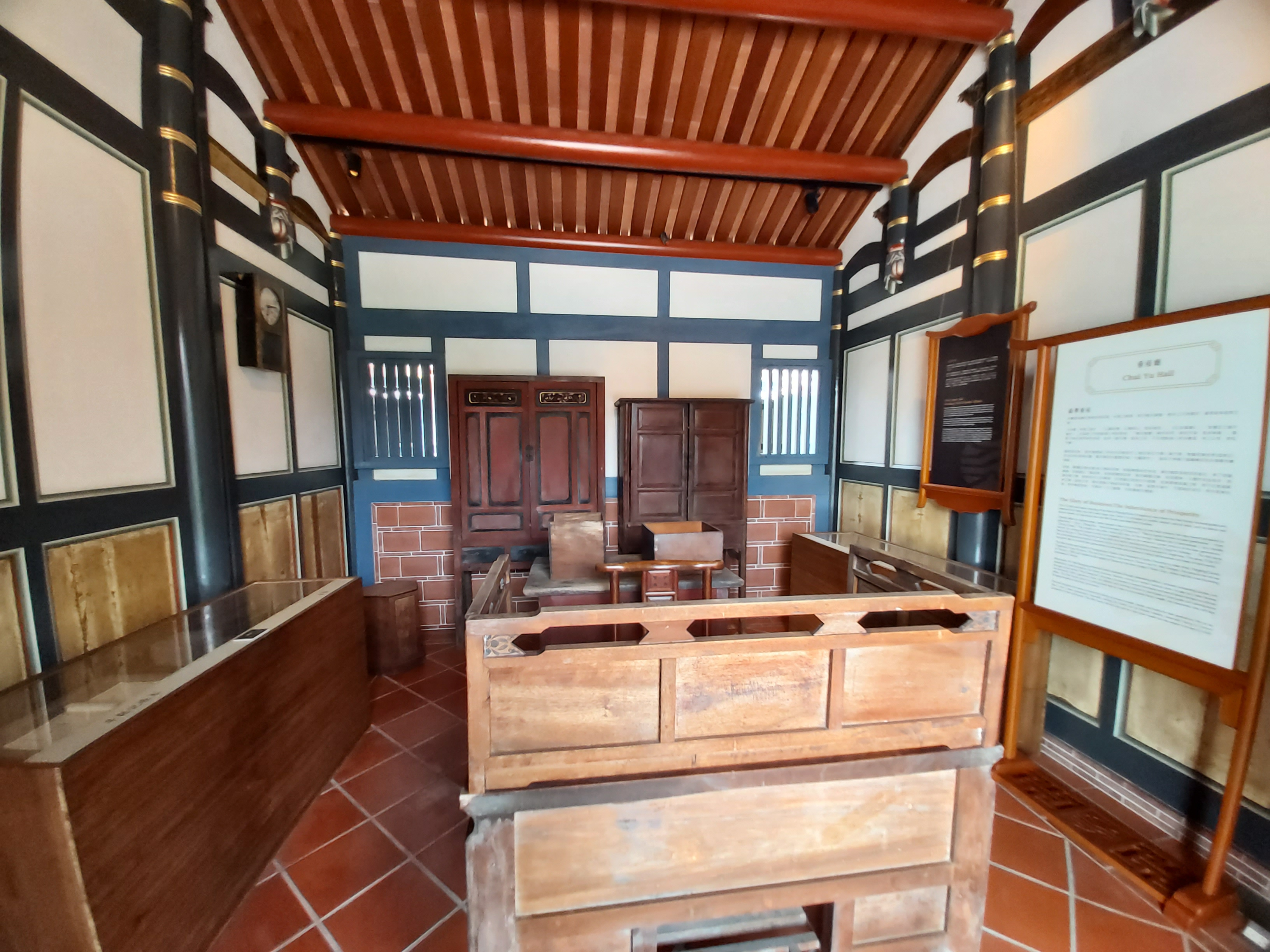
垂裕廳
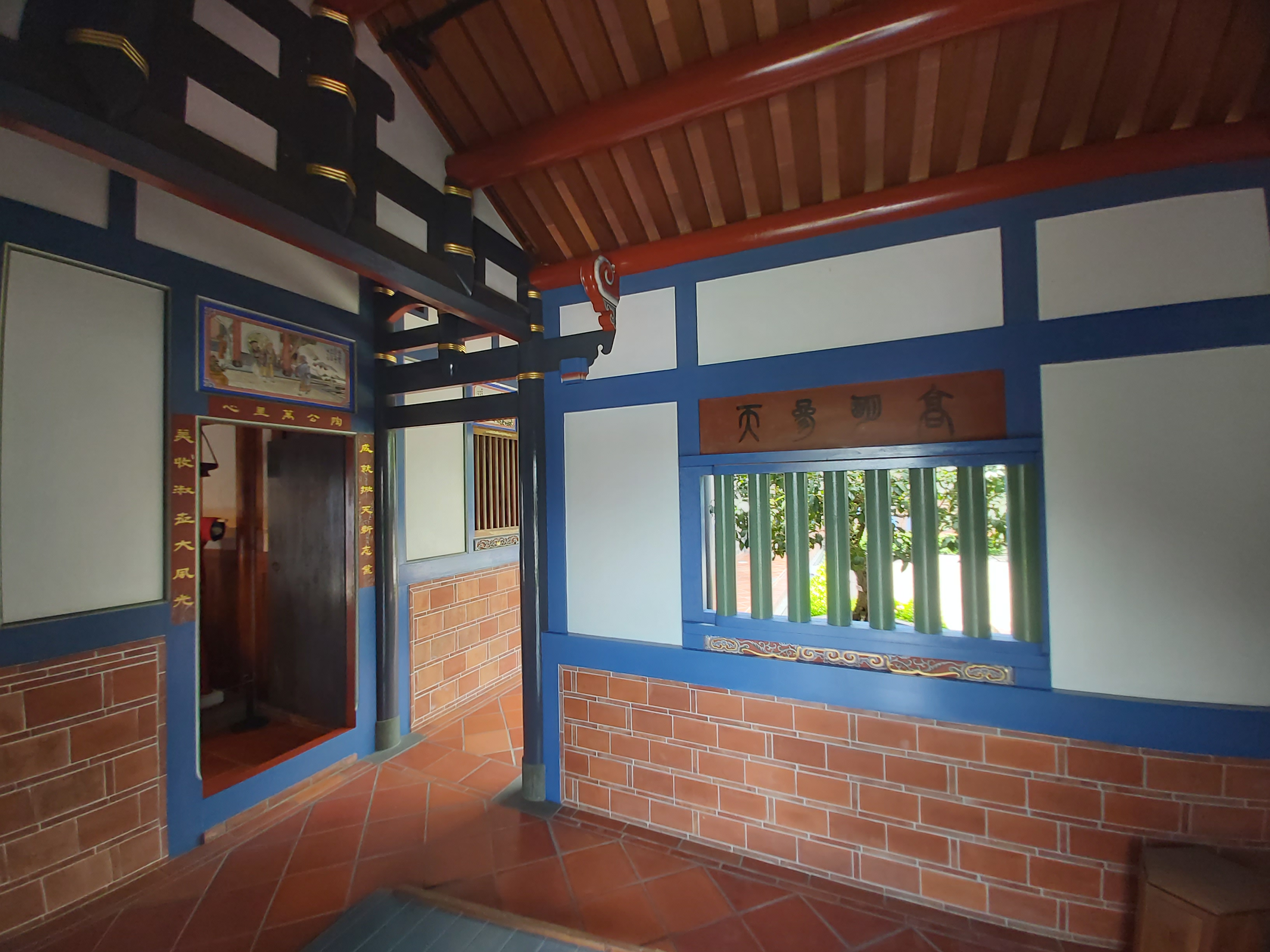
過水廊
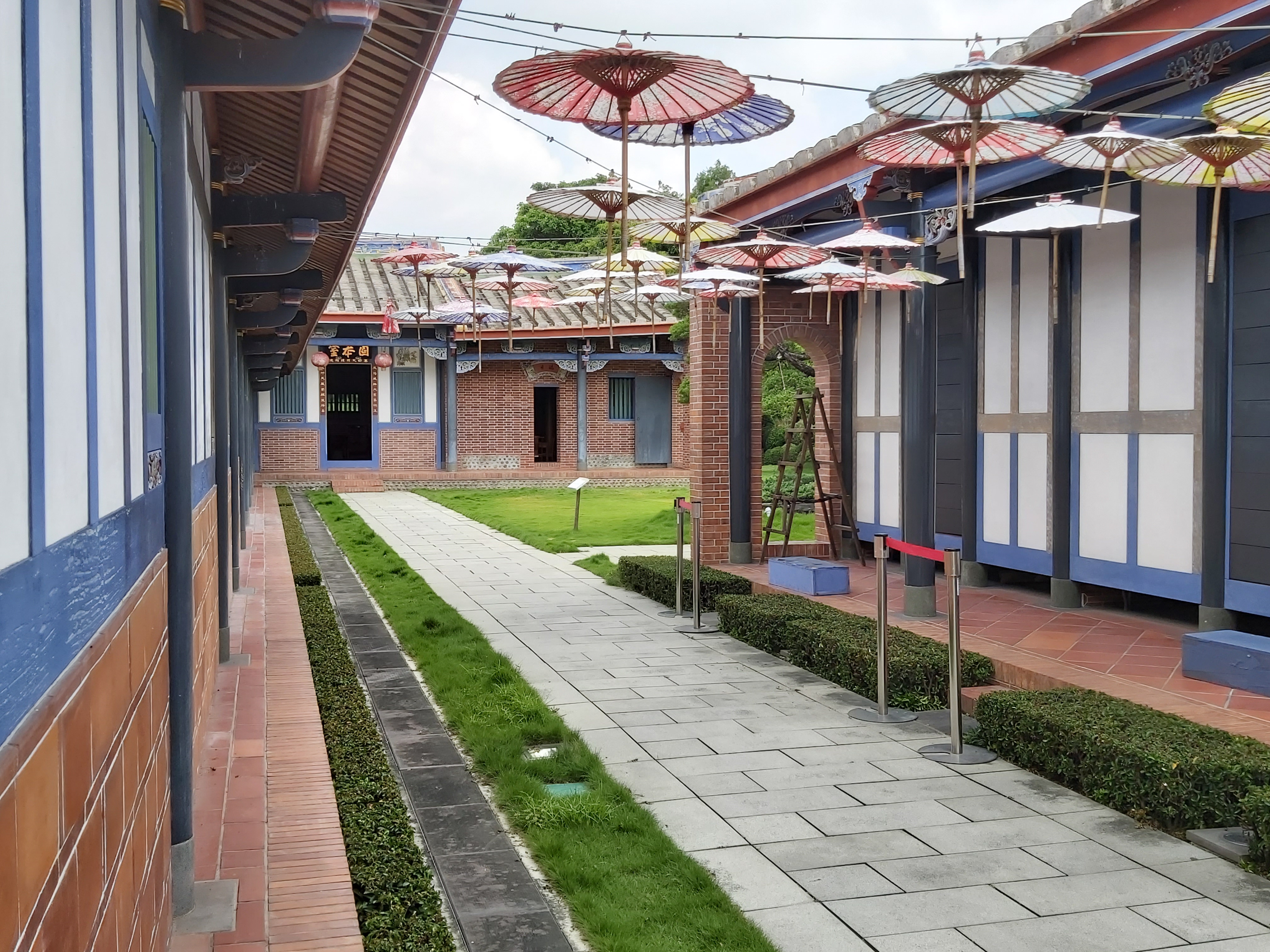
漂浮傘街
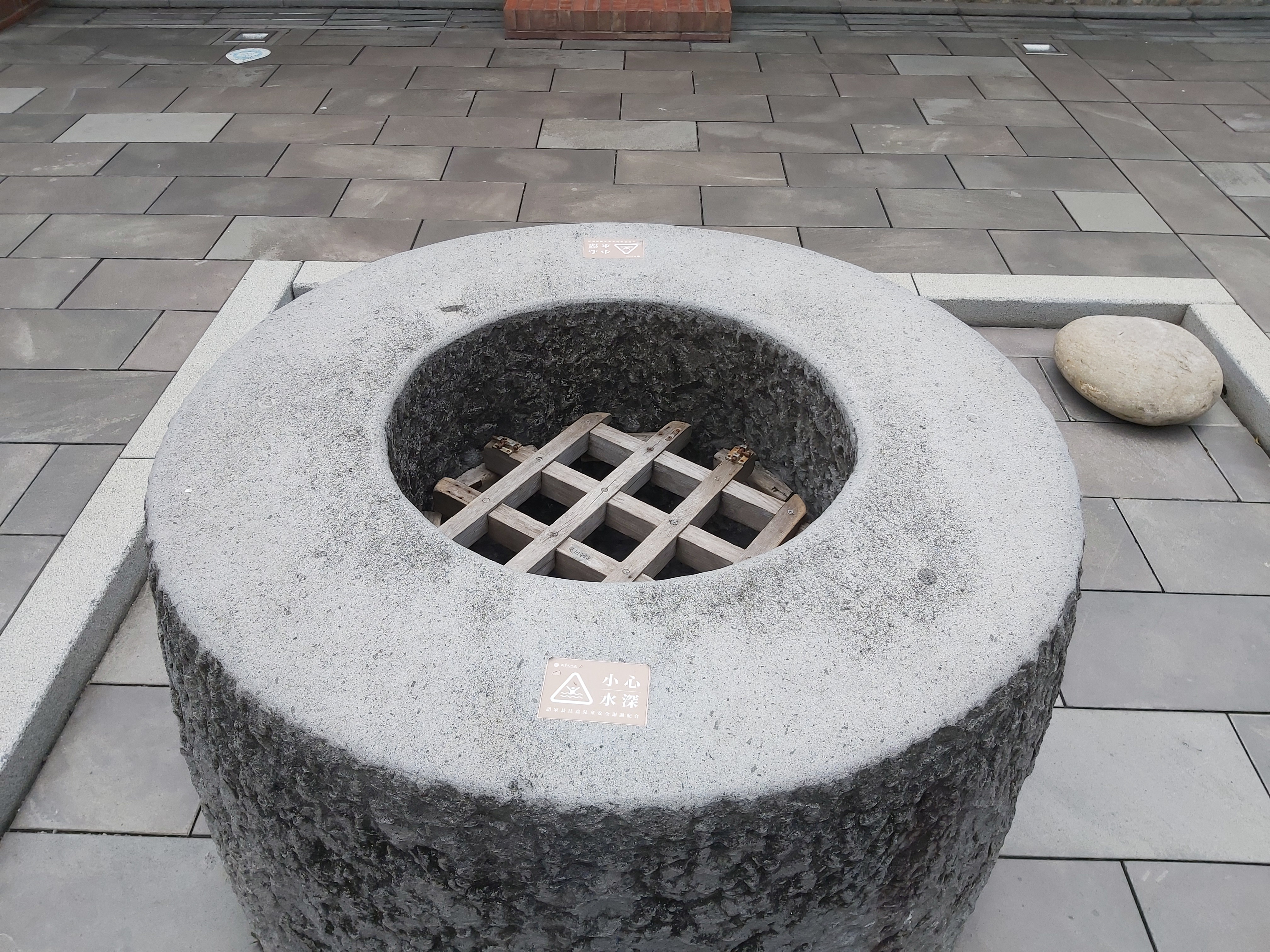
古井

## 外部連結
- 成美文化園官網 （页面存档备份，存于）
- 成美文化園的Facebook專頁
- 成美文化園的Instagram帳戶
- 永靖魏成美公堂-彰化縣文化資產網 （页面存档备份，存于）
- 永靖魏成美公堂-建築師雜誌 （页面存档备份，存于）